# یواس‌سی و جی‌اس آراگو (۱۸۷۱)
یواس‌سی و جی‌اس آراگو (۱۸۷۱) (به انگلیسی: USC&GS Arago (1871)) یک کشتی بود که طول آن ۹۳ فوت ۵ اینچ (۲۸٫۴۷ متر) بود. این کشتی در سال ۱۸۷۱ ساخته شد.